# ミステリースペシャル (テレビ朝日)
『ミステリースペシャル』は、2017年3月16日からテレビ朝日または朝日放送の制作により、テレビ朝日系列にて、改編期の期末期首に放送される2時間ドラマ枠。ただし、同期間中であれば毎週必ず放送されるわけではないが、週2回放送されることもある。

## 概要
同年4月8日をもって『土曜プライム』が終了し、同枠の一企画扱いに降格した『土曜ワイド劇場』も同日に終了した。同月9日から日曜10:00 - 11:50に2時間ドラマ新枠『日曜ワイド』が開始されるも、新作と旧作（再放送作品）を織り交ぜて放送する枠であるため、新枠の一部について、改編期期末期首限定放送の本枠を活用することがある。
また、2018年4月8日から2020年9月27日は『日曜ワイド』に替わって、2時間超単発番組新枠『日曜プライム』（日曜21:00 - 23:05）を開始したため、そちらでも放送されていた。
『日曜ワイド』とは異なり、朝日放送（現：朝日放送テレビ）制作作品は頻度は低いながらも放送された。なお、前述の『日曜プライム』開始以降、本枠の放送実績は無く、本枠は事実上終了となった。しかし、2020年10月改編の説明会にて『日曜プライム』の時間枠に再度『サンデーステーション』を日曜21:00 - 21:55に編成する方針を発表した。さらに10月11日から日曜22時台に『爆笑問題&霜降り明星のシンパイ賞!!』と『テレビ千鳥』を編成したため、『日曜プライム』は2年半で番組を終了した。そのため、今後単発2時間ドラマ枠が再度復活するまで改編期を中心に「ドラマスペシャル」として放送する場合がある。
なお2022年度の春改編は木曜ミステリー『科捜研の女』が3回、木曜ドラマ『となりのチカラ』も2回スポーツ中継（「2022 FIFAワールドカップ カタール アジア地区最終予選 日本 × 中国」と北京オリンピック）でそれぞれ休止となったため期末期首期のドラマスペシャルを見送り、期末期首に連続ドラマの最終回を放送したが、当番組は放送されなかった。
2022年秋改編期は『木曜ミステリー』の枠廃止により木曜夜の放送は消滅、代わりに1987年春以来となる火曜21時の連続ドラマ枠設置に伴い火曜20時からの2時間スペシャルでの放送される可能性があったが、10月4日の同枠は『芸能人格付けチェック 食と芸術の秋3時間スペシャル』（朝日放送テレビ制作）で休止、10月11日は『相棒7』の第1話と第2話の再放送に割り当てられた。逆に『木曜ドラマ』枠は期末である9月29日まで『六本木クラス』を放送し、10月6日は『林修の今、知りたいでしょ! 初回3時間スペシャル』、10月13日は『アメトーーク! 3時間SP』でそれぞれ休止となっている。

## 本枠で放送された作品
以下、特記なしはテレビ朝日制作分であり、※を付した作品は朝日放送制作分である。
- 2017年
  - 3月16日（木）20:00 - 21:48 - 特殊犯罪課・花島渉1
  - 3月23日（木）20:00 - 21:54 - 山村美紗サスペンス狩矢父娘シリーズ18　京都〜神戸プロポーズ殺人事件! [1]
  - 4月6日（木）20:00 - 21:54 - おかしな刑事15〜居眠り刑事とエリート警視の父娘捜査
  - 6月29日（木）20:00 - 21:48 - 法医学教室の事件ファイル43
  - 7月6日（木）20:00 - 21:48 - おとり捜査官・北見志穂20
  - 9月20日（水）20:00 - 21:48 - 西村京太郎トラベルミステリー68
  - 9月21日（木）20:00 - 21:48 - ※広域警察9
  - 9月28日（木）20:00 - 21:48 - 森村誠一の棟居刑事10
  - 10月5日（木）20:00 - 21:48 - 事件18
  - 12月21日（木）20:00 - 21:48 - ※ふぞろい刑事
- 2018年
  - 1月14日（日）21:00 - 22:54 - おかしな刑事17
  - 4月1日（日）10:00 - 11:50 - 京都南署鑑識ファイル12

## ネット局について
テレビ朝日系列フルネット局24局にて同時ネットで放送されているほか、クロスネット局のテレビ宮崎でも木曜放送の作品について、『木曜ミステリー』・『木曜ドラマ』の遅れネットを行わない改編期末期首の月曜21:00 - 22:48に遅れネットで放送されることがあった。